# Królewska Studnia na Białej Górze w Sanoku
Królewska Studnia na Białej Górze w Sanoku – studnia na Białej Górze w Sanoku.

## Historia

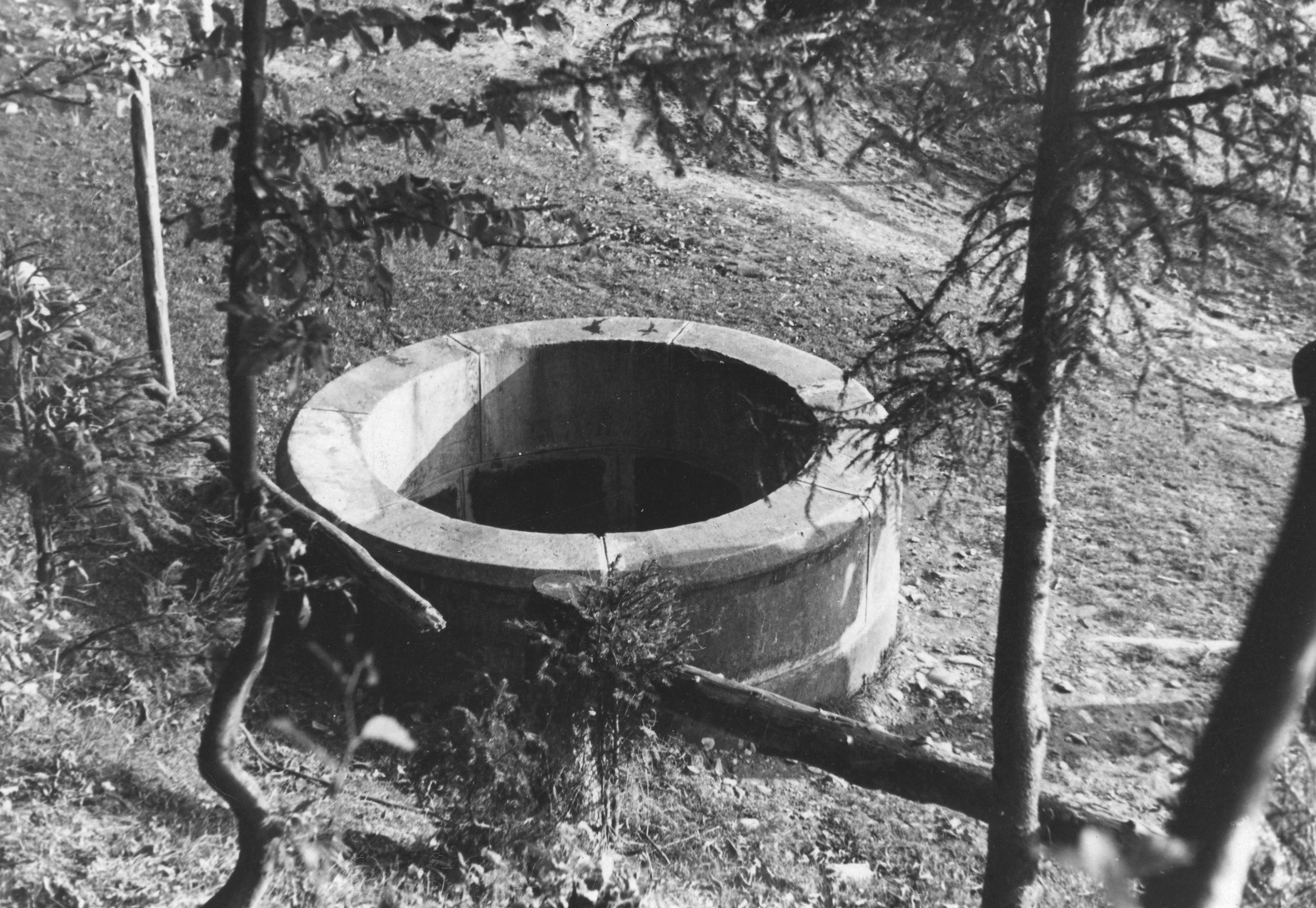
Studnia przed 1939

Zgodnie z podaniem królowa Bona miała otrzymać w posagu dobra w obrębie starostwa sanockiego. Miała ona często przebywać na polowaniach w okolicznych lasach olchowieckich. Podczas powrotu z jednej wyprawy myśliwskiej do swojego zamku na Białej Górze jej koń miał potknąć się o wystający korzeń, na skutek czego tak mocno uderzyć kopytem w ziemię, że wybiło z niej źródło wody. W rzeczywistości brak jest potwierdzenia, że ta królowa przebywała kiedykolwiek w tych okolicach. Zgodnie z przytoczoną legendą studnia zyskała miano „królewskiej”.
Według historii przytoczonej przez Józefa Sulisza w 1907 studnia miała zostać wybudowana przez wspomnianą Bonę Sforzę (tj. w XVI wieku) i z tego względu nazwana mianem „królewskiej”. Na początku XX wieku na ówczesnym terenie lasu miejskiego Sanoka istniały „zwaliska”, określane jako szczątki studni. Zgodnie z przekazem Sulisza obiekt ten („ścięty cypel góry o średnicy kilkunastu metrów oraz otoczony głębokim rowem i wałem, zawalony nieobrobionymi głazami kamieni, spadłymi ze ścian cypla, cały porosły mchami, zielskiem, drzewami”) nie był jednak pozostałością studni, lecz ruinami zamku, którego budowę Bona miała podjąć w tym miejscu, jednak nie została dokończona. Miały zachować się tam piwnice i lochy podziemne, a jeden z nich miał prowadzić pod rzeką San aż do zamku w Sanoku.
Na przełomie lipca i sierpnia 1895 na polecenie burmistrza Cyryla Ładyżyńskiego rejon przy Królewskiej Studni uczyniono przystępnym dla odwiedzających i upiększono. Już wtedy sanoczanie odwiedzali rekreacyjnie to miejsce. Przez lata w celu dotarcia tam konieczna była przeprawa przez San łódką. Według badań inżyniera miejskiego Władysława Beksińskiego z początku XX wieku źródełko w Królewskiej Studni na Białej Górze miało największą wydajność ze wszystkich po obu stronach Sanu w obrębie Sanoka. W tym okresie na Białej Górze założono łaźnie, do których drewnianymi wodociągiem doprowadzano wodę ze studni. W latach 20. XX wieku w pobliżu studni istniały ruiny „zameczku myśliwskiego”.
Przed 1976 uczniowie z Przyzakładowej Szkoły Zawodowej SFA wykonali zadaszenie studni o charakterze ażurowym oraz ogrodzenie. W publikacji z 1976 Edward Zając określił studnię jako jedną z dwóch zabytkowych w Sanoku. Odniesienie do Królewskiej Studni zawarł w swojej twórczości poetyckiej sprzed 1980 pochodzący z Sanoka pisarz Marian Pankowski.
Obecna studnia jest położona na skraju polany w paśmie olchowieckim Gór Słonnych na południowym stoku Białej Góry i na obszarze osiedla o tej samej nazwie, na pograniczu lasu miejskiego PGL LP Nadleśnictwa Brzozów. Obiekt ma charakter murowany (ocembrowany). Jeszcze na początku XX wieku wodę ze studni pobierali mieszkańcy Sanoka. Stanowi ona ujęcie wody dla osiedla Biała Góra.
Od studni biegnie ścieżka edukacyjno-przyrodnicza „Orli Kamień” (pokrywająca się z czerwonym i żółtym szlakiem turystycznym). Istnieje także możliwość dotarcia stamtąd do położonego w lesie tzw. Zamczyska z okresu średniowiecza.